# ميرفين وليامز
ميرفين وليامز (بالإنجليزية: Mervyn Williams)‏ هو رسام نيوزلندي، ولد في 1940.